# NRARP
NRARP‏ (NOTCH regulated ankyrin repeat protein) هوَ بروتين يُشَفر بواسطة جين NRARP في الإنسان.